# Elfvinggården

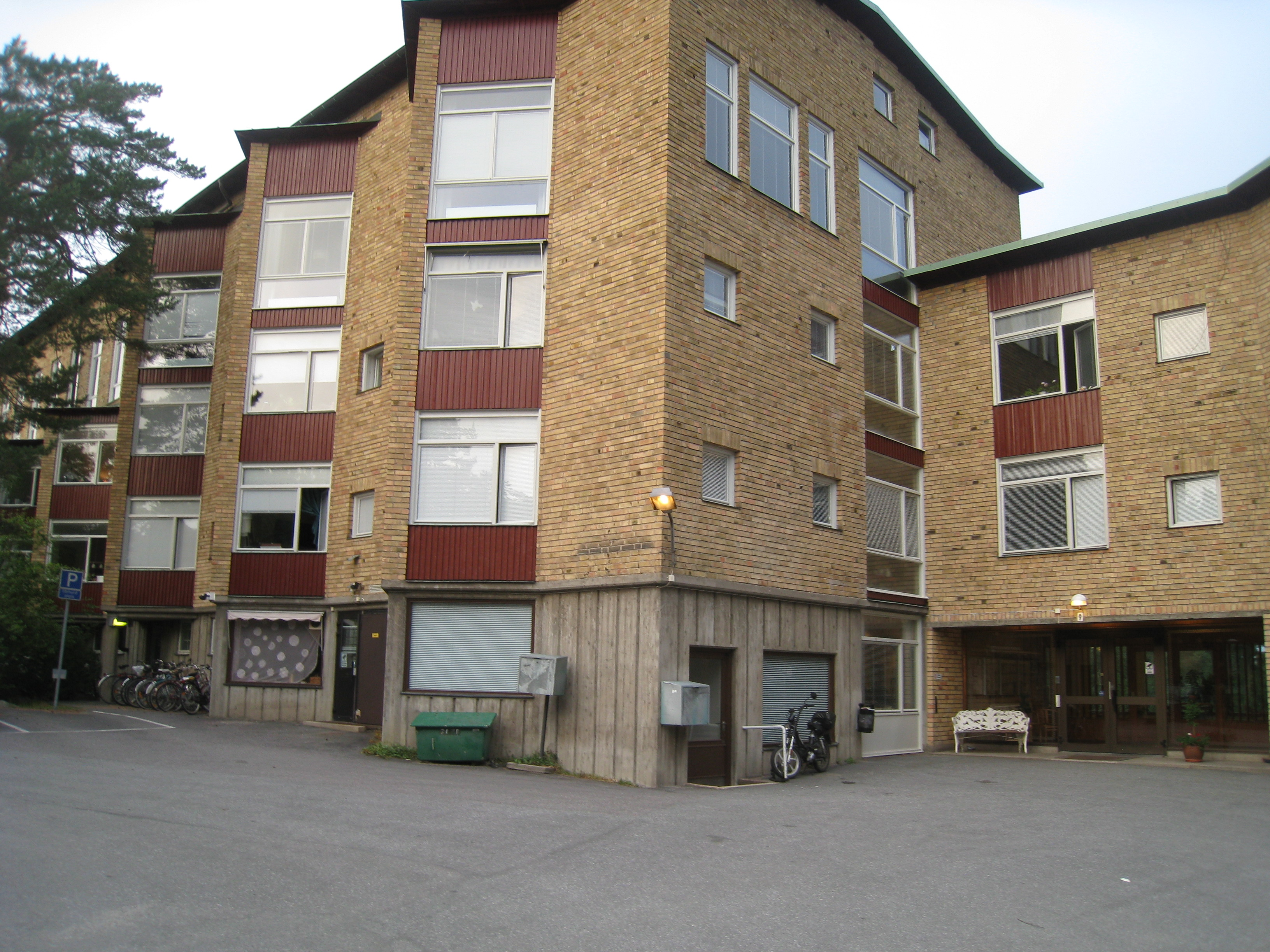
Elfvinggården, Lyckovägen 9, Äppelviken, inom stadsdelen Alvik.

Elfvinggården är ett kollektivhus för ensamstående, bildade kvinnor på Lyckovägen 9 i Äppelviken i Bromma i västra Stockholm. Huset på Alviksberget ligger inom gränsen för stadsdelen Alvik.
Elfvinggården, som ursprungligen uppfördes åren 1939–1940, består av låga hus i gult tegel med veckade fasader och burspråk för att förhindra insyn och fånga ljuset. Husen är placerade i den kuperade terrängen och binds samman med glasade gångar, arkader. I en av byggnaderna finns matsal för 150 gäster, kollektivhuskök, salong och en terrass. Matsalen och sällskapsrummet placerades i det hus som ligger högst upp på berget. Från dess terrass har man en vidsträckt utsikt över Stockholm och Mälaren. Byggmästare var Olle Engkvist och arkitekter var Sven Backström och Leif Reinius på Backström & Reinius Arkitekter AB. I december 2014 stod den tionde huskroppen inflyttningsklar. Den ritades av Andreas Palme, Total Arkitektur och Urbanism. Sammanlagt finns nu cirka 290 lägenheter om 1–2 rum i komplexet. Ett flertal gemensamma lokaler, som foajé, textilrum, hobbyrum och andrahandsaffär, finns också, liksom två gästlägenheter.
De första nio husen stod färdiga den 1 oktober 1940. Byggnaderna ligger i vacker natur bland barrträd och björkar nära Mälarens strand. Tvärbanans hållplats Alviks strand ligger alldeles intill. Med 1930-talets nya bostadsideal kom även kollektivhusen. Funktionalismens bostadsbyggande skulle ge människor luft, rymd och ljus; idéer som präglade tidens tankar. Grunderna för Elfvinggårdens byggnadskonstruktion ligger på berg och är av betong. Fasadmurarna är av gult fasadtegel, medan korridorväggarna är gjutna i betong. I foajén, som ligger i huvudentrén vid Lyckovägen, flödar ljuset in genom stora och vinklade fönster. Entréutrymmena står i direkt förbindelse med korridorsystemet och med två hissar till matsal och salong. I anslutning till de flesta korridorer finns en stor balkong för gemenskap. Som centrum i bebyggelsen ligger den för arkitekterna Backström och Reinius så karaktäristiska borggården, en park med i huvudsak naturmark.
Elfvinggården har sitt namn efter systrarna Ingeborg (1833–1902) och Gunborg Elfving (1850–1921), två yrkesarbetande ogifta kvinnor, som i större delen av sina liv bodde i Stockholm. Dessa borgerliga kvinnor ville skapa ett gott boende för sina ensamstående, bildade medsystrar. Bostadsstiftelsen nämns första gången i Gunborg Elfvings testamente, daterat den 18 december 1918. Fastigheten Elfvinggården ägs av Systrarna Elfvings Stiftelse. Testamentet styr vilka som erbjuds lägenhet. Det finns ingen arbetsplikt, men de boende förväntas föredra gemenskap och delta i de olika aktiviteter som hyresgästerna själva ordnar. Ett rikt och varierat kulturliv erbjuds. 2015 finns fortfarande en restaurang i huset!
Kollektivhustanken som den gestaltar sig på Elfvinggården, har sitt ursprung i 1930-talets modernitet, funktionalism och nytänkande i Sverige. Grundidéerna var kvinnans frigörelse kopplat till service, som skulle göra detta möjligt. I Stockholm byggdes 12 kollektivhus under 1930-, 1940- och 1950-talen. Elfvinggården är det äldsta som fortfarande är i bruk i sin ursprungliga form.

## Historik
År 1938 hade kollektivhuset Smaragden på Kungsklippan i Stockholm byggts i samarbete med Kvinnliga Kontoristföreningen. Det var tänkt för ensamstående yrkesverksamma kvinnor. Några år senare byggde Olle Engkvist Mariebergs kollektivhus. I mitten på 1950-talet uppförde Olle Engkvist Hässelby Familjehotell i Hässelby gård. Det är även det största av fem kollektivhus som byggdes av Engkvist under 1940- och 1950-talen.
När Elfvinggården byggdes under andra världskrigets allra första år var läget på Alviksberget inte lika centralt som det är idag. Läget hade då, och det har det fortfarande, behållit villaområdets gröna charm och lugn. Omkring 1940 färdigställdes Elfvinggårdens nuvarande anläggning, som består av två- och trevåningshus, mjukt inplacerade i den kuperade terrängen, alla sammanbundna med varandra genom arkader. Ett tionde bostadshus har tillkommit 2014.

## Kollektivhuset

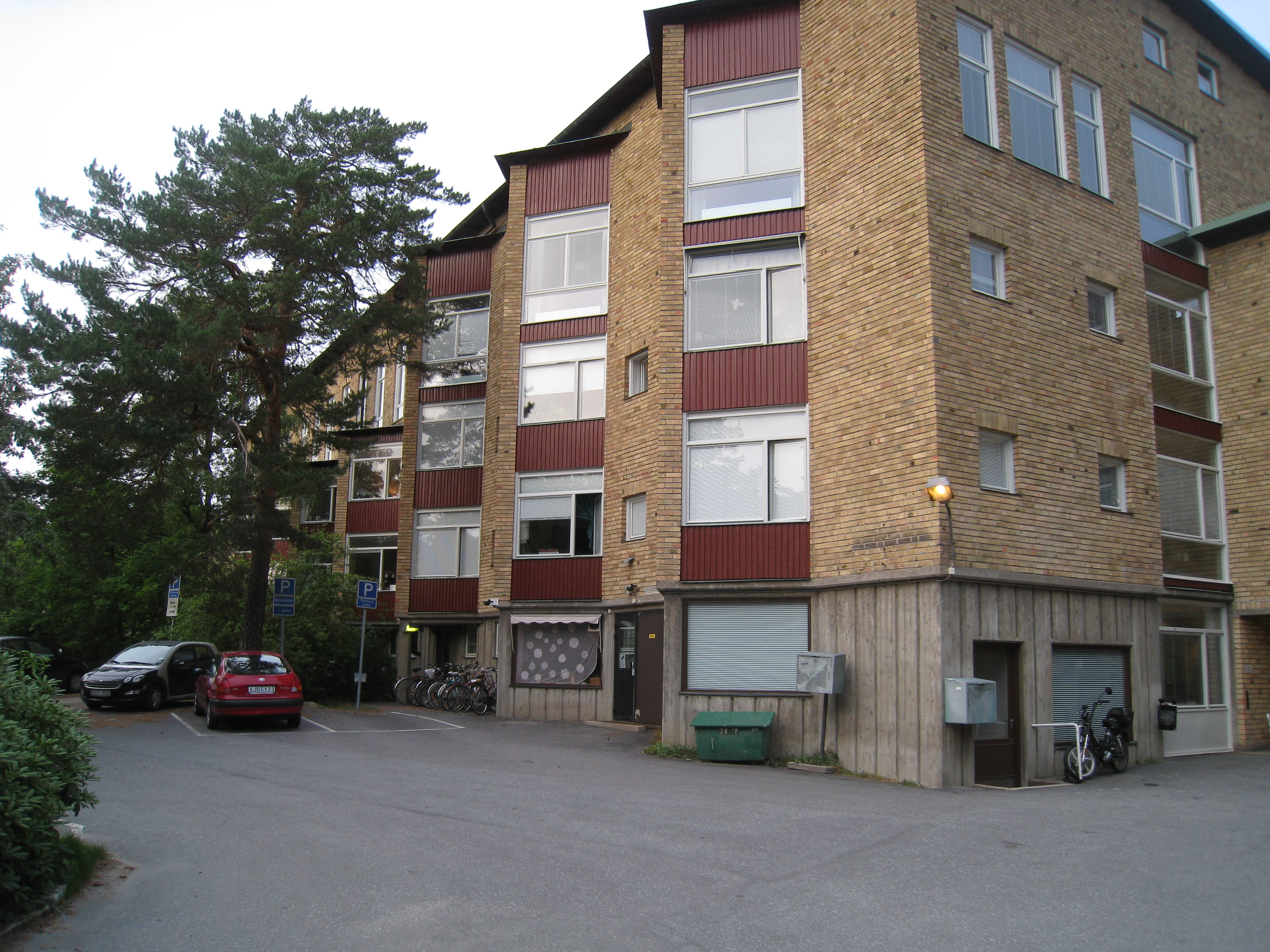
Den mycket veckade gula tegelfasaden och burspråken. Alla burspråk är södervända.

Enligt uppgifter i en broschyr från 1960-talet står följande uppgifter att läsa: ”Elfvinggården har 235 enkelrum med sovalkov och 36 dubbletter. Alla lägenheter har kokvrå, badrum, tambur med skåputrustning och ett källarkontor. Inom Elfvinggården finns två tvättstugor, torkrum, stryk- och mangelrum till gästernas förfogande. Varje bostad har sin egen elströmmätare.
Enrumslägenheterna är ca 33 m2 och de flesta har ett stort snedställt fönster – snedställningen ger liv åt interiören och förhindrar i viss utsträckning insyn från andra hus. I Elfvinggården bor alla med egna möbler, vilket bidrar till den personliga trivseln. Dubbletterna är av två typer, den mindre är ca 39 m2, den större ca 54 m2 – den större är i första hand avsedd för två damer som önskar bo tillsammans.
I huvudentrén finns två hissar till matsalen, Stiftelsens kamerala avdelning samt ett stort TV- och sällskapsrum, som mot särskild ersättning kan disponeras även för privata fester i samband med högtidsdagar och liknande. Vid huvudentrén finns damfrisering, livsmedelsaffär och fastighetsskötarens expedition.”
Restaurangen fungerar fortfarande (2015), liksom möjlighet till gemensam matlagning. Det finns second hand butik och ett flertal gemensamma utrymmen som salong, foajé och hobbylokaler. Det är ett självständigt boende med gemenskap; någon arbetsplikt finns inte. De små, ljusa, välplanerade lägenheterna är i första hand tänkta för yrkesarbetande kvinnor som vill delta i aktiviteter som bygger på intresse och frivillighet.

## Arkitektur
Elfvinggården i kvarteret Tombolan är byggd i funktionalistisk arkitekturstil och ligger på Alviksberget och byggnaden uppfördes av byggmästaren Olle Engkvist och ritades av arkitekterna Backström & Reinius. Idag är huset kulturminnesmärkt i blåklassen. Det innebär att både det inre och det yttre av byggnaden till stora delar är skyddade. Ett blåklassat hus i Stockholms län har fler restriktioner än ett gulklassat. I dagligt dal kallas kulturmärkningen K-märkta hus, men egentligen heter det Q-märkt för att visa på alla olika skyddsklasser. Ett K-märkt (eller Q-märkt) hus är ett hus som tillhör kulturhistoriskt värdefull bebyggelse. I Stockholms län har Länsstyrelsen valt att dela in de K-märkta husen i olika klassningar med färgsystem.
Terrängen där Elfvinggården ligger är ganska kuperad med en markerad däldbildning som vetter mot öster. Då byggnaderna skulle grupperas i naturen gjordes det på ett sådant sätt att det lades på höjdsträckningarna runt om dälden, som nu är centralgården i anläggningen. Runt gården löper en inbyggd portik till vilken samtliga 10 byggnader ansluter sig. Man kan alltså gå inomhus genom hela etablissemanget. Gården, som anläggningen är grupperad kring, är bara delvis planterad, i huvudsak består den av naturmark.
Vad själva byggnaderna och deras orientering beträffande grundelement, det vill säga lägenheten om 1 rum, sovalkov, kokvrå och bad, har de varit helt avgörande. Varje lägenhet har ett fönster mot sydligt väderstreck. Detta innebär att alla hus med mittkorridor ligger i nord-sydlig riktning, medan husen med enkelkorridor ligger i öst-västlig riktning. Vid de fria husgavlarna har förlagts dubbletter av två typer. Till varje lägenhet hör ett källarkontor, ”liksom varje hyresgäst har tillgång till ett luftskyddsrum, 4 st. fördelade inom området”.

## Exteriörbilder

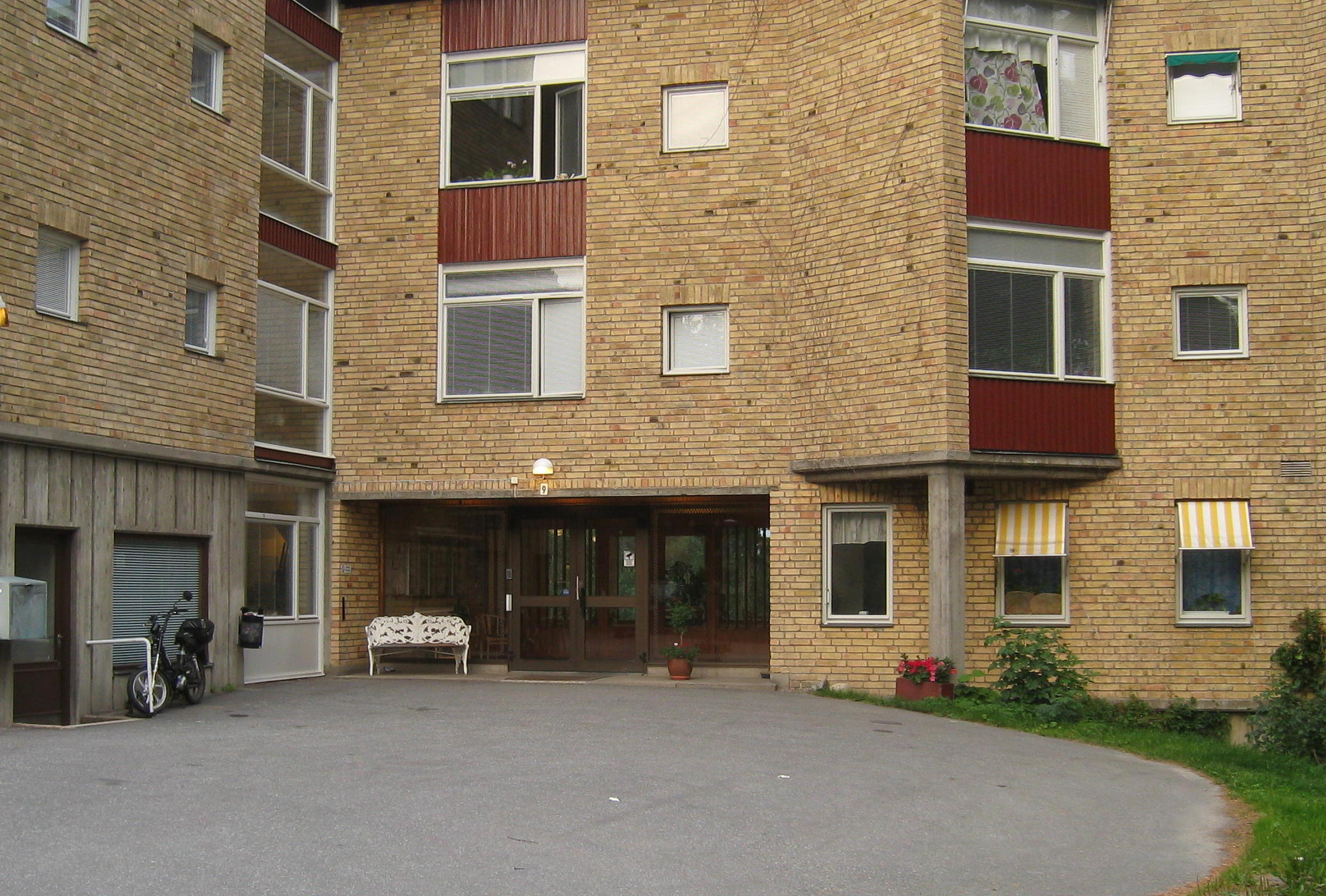
Huvudentrén vid Lyckovägen 9.
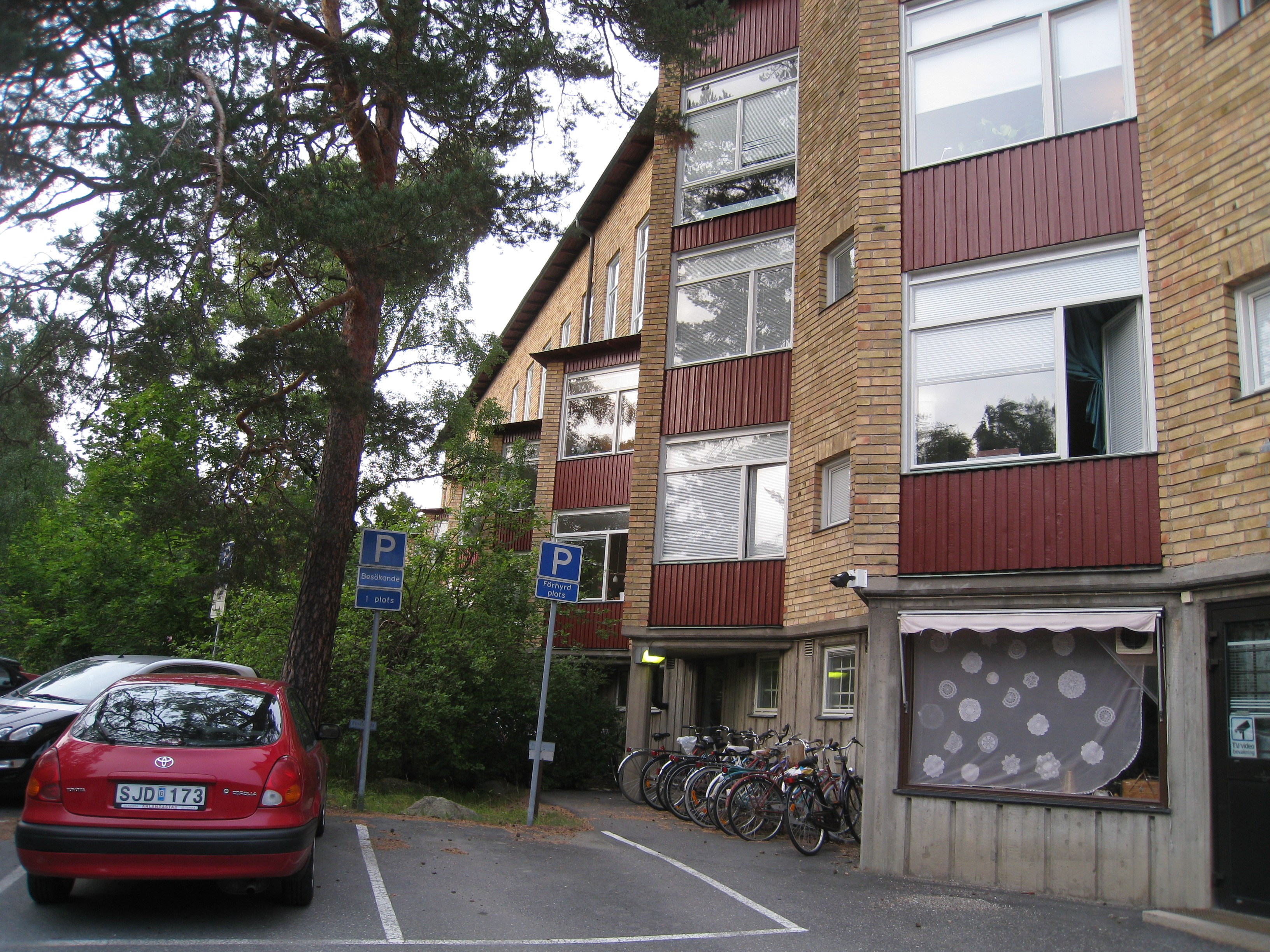
Fasaden med sina stora snedställda fönster.
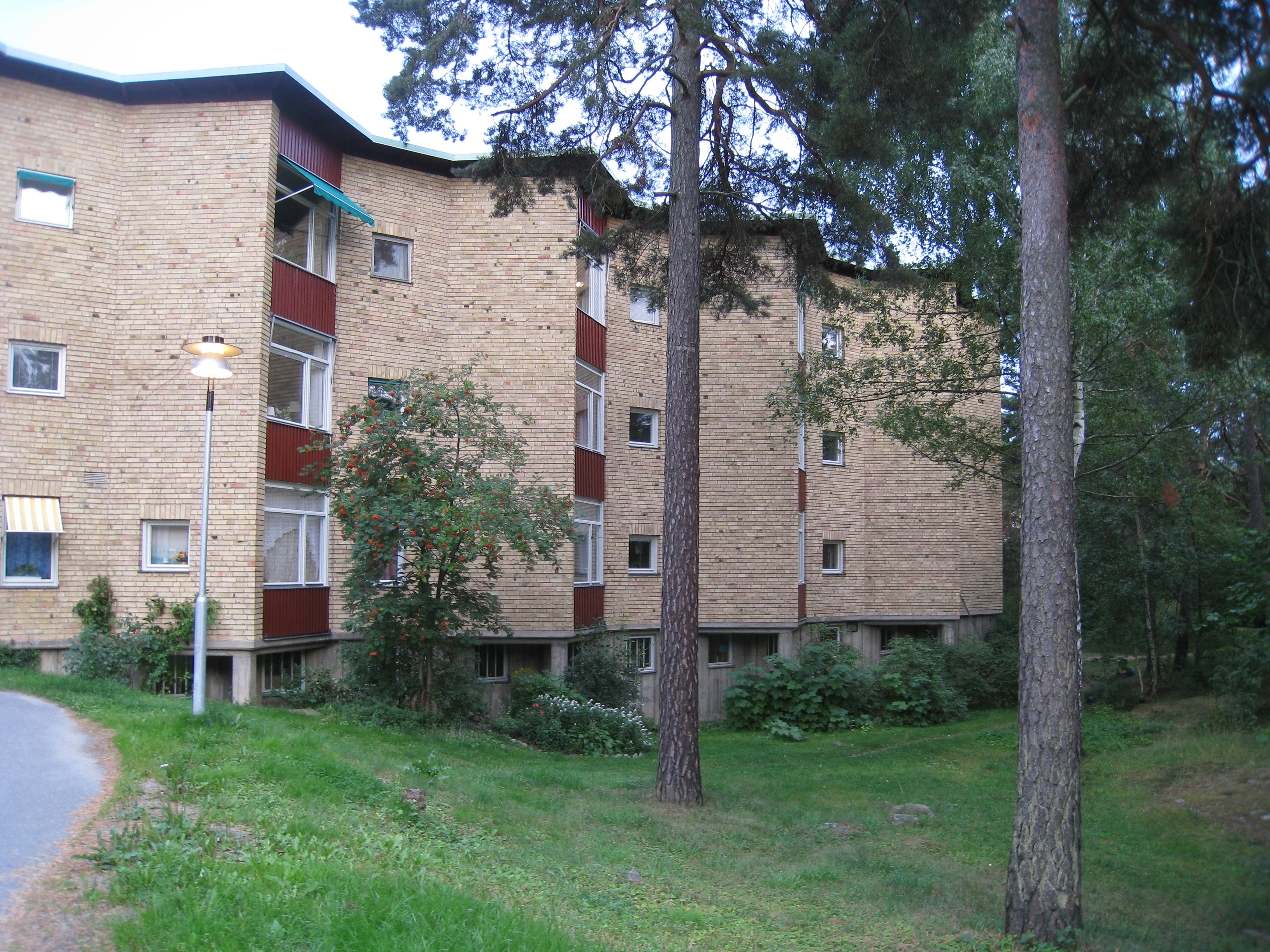
Husen är placerade i den skogklädda kuperade terrängen och binds samman med arkader.
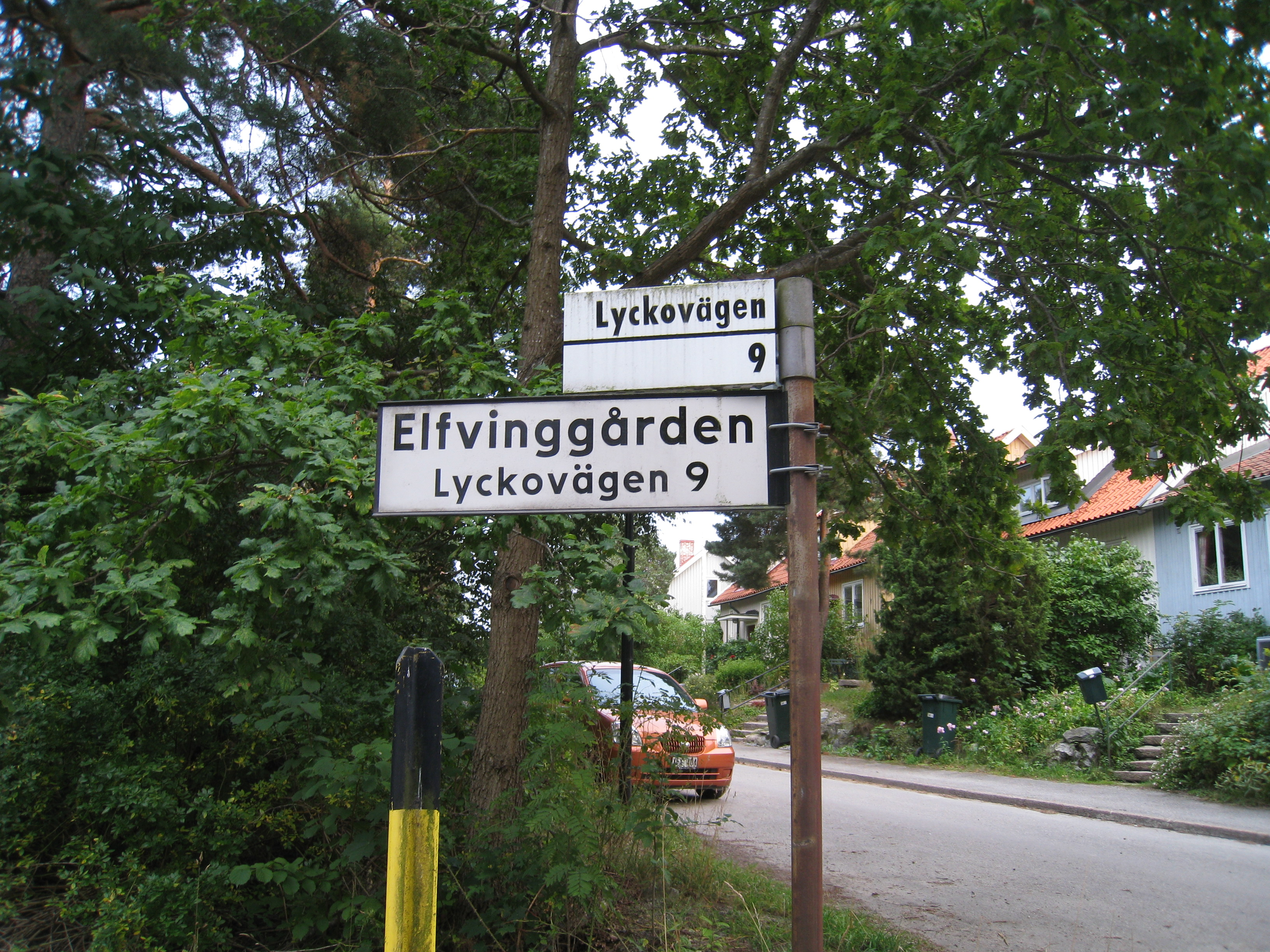
Gatuskylten utanför Elfvinggården, Lyckovägen 9.
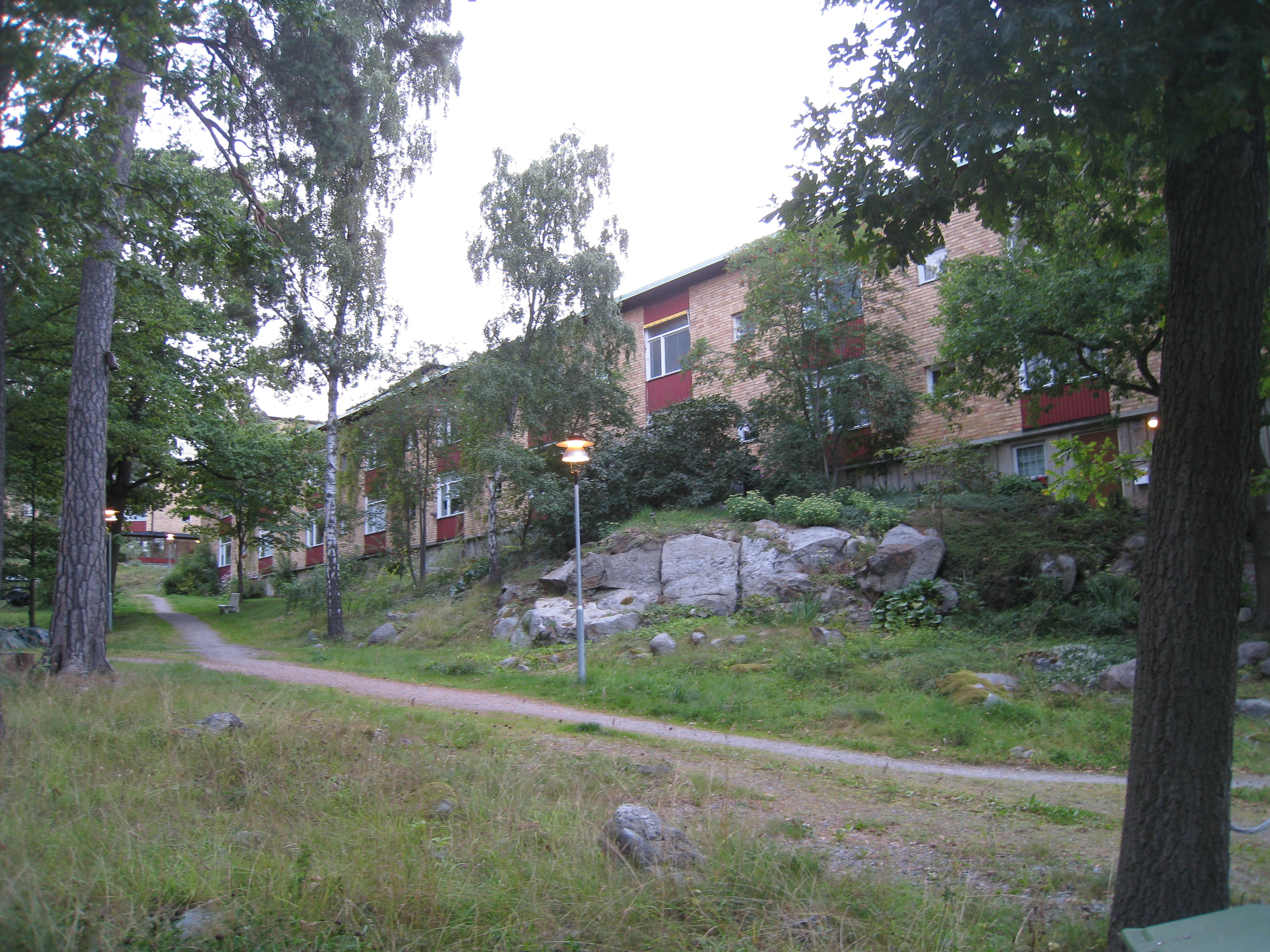
Vy mot väster från Runda Vägen.
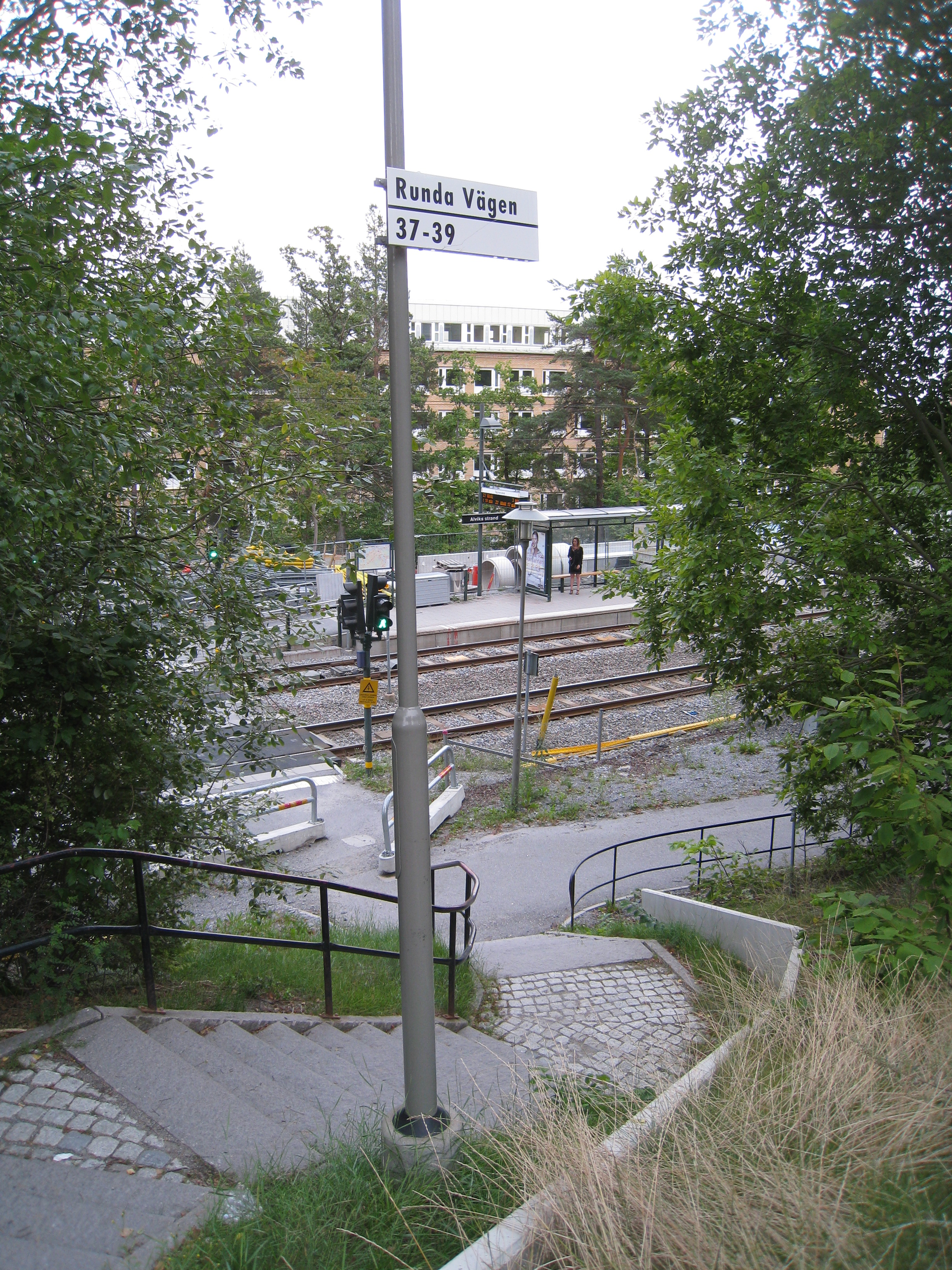
Vid Runda Vägen går trappan ner till Tvärbanans spårvagnshållplats Alviks strand.

## Interiörbilder

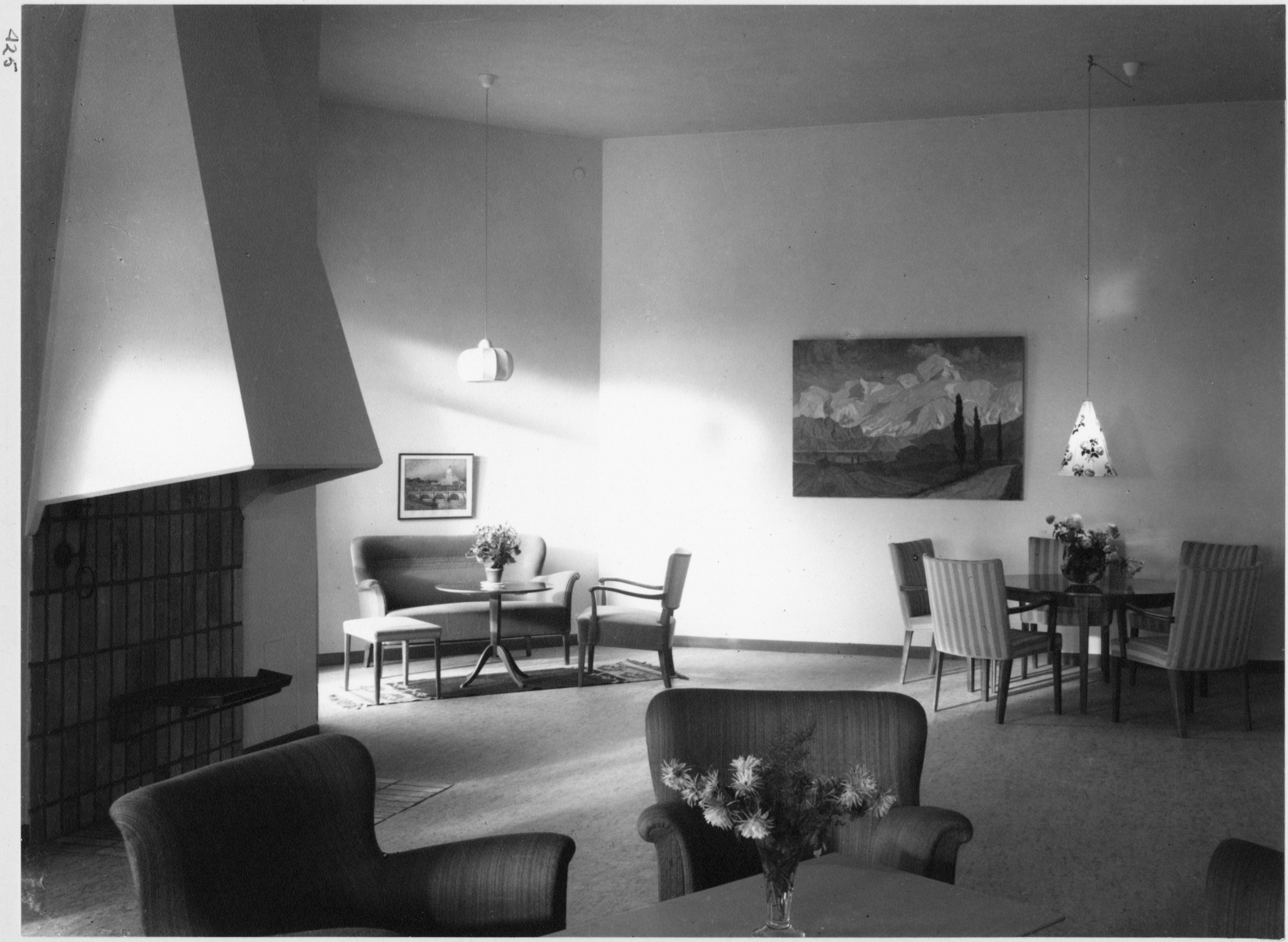
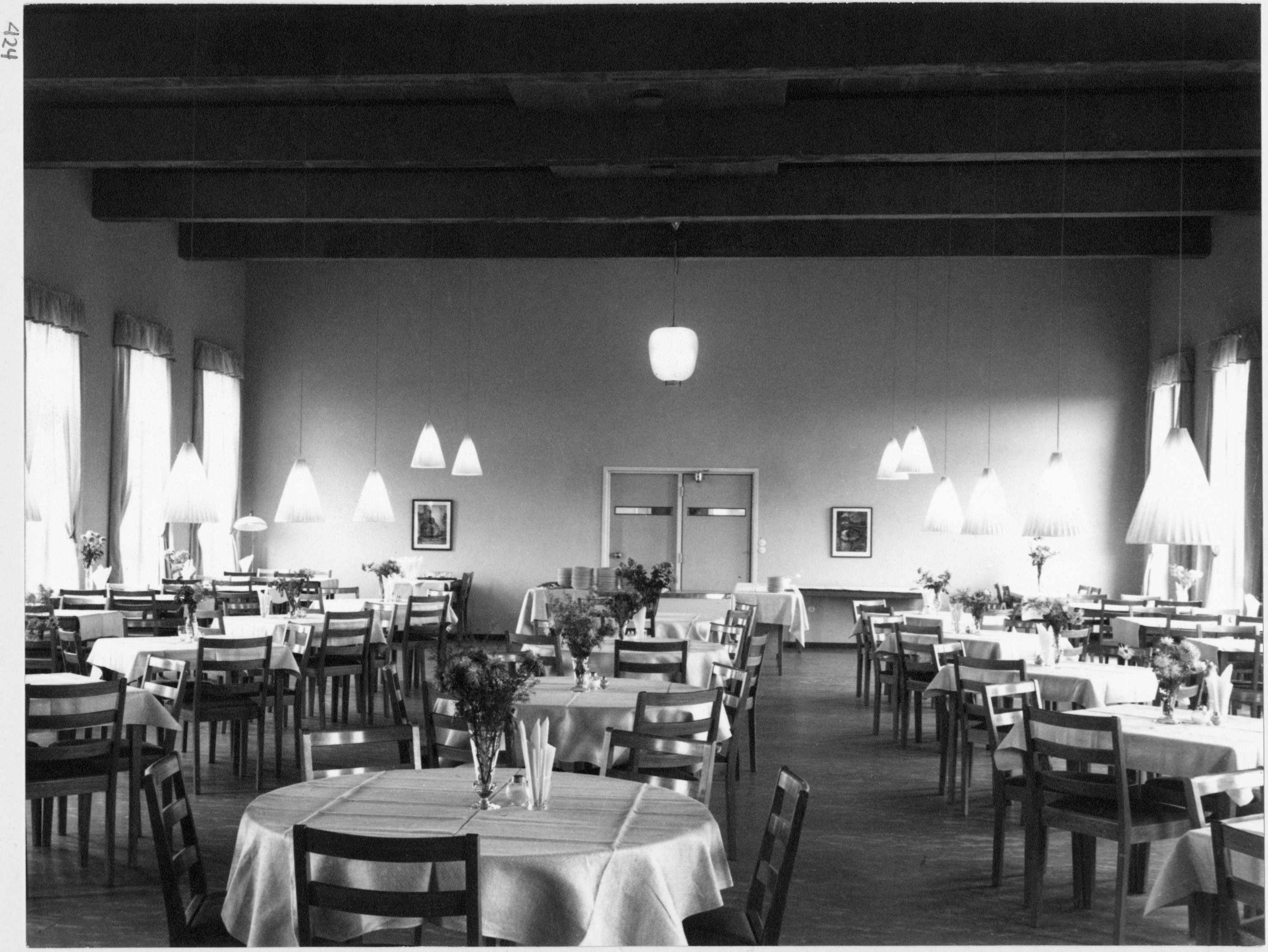
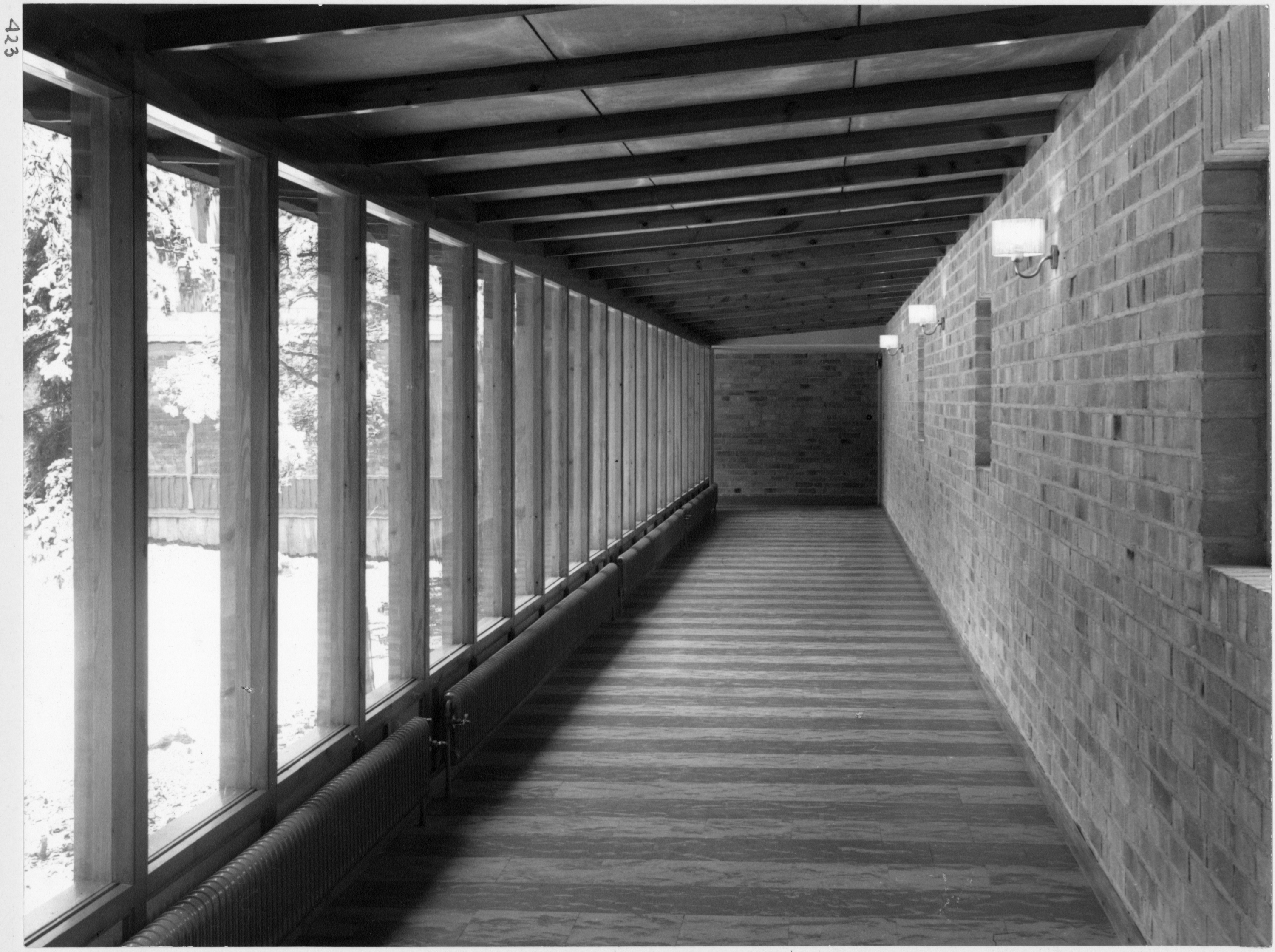

## Elfvingska stiftelsen
Elfvinggården är en stiftelse, Systrarna Elfvings Stiftelse, som har sin upprinnelse i ett av fröknarna Gunborg och Ingeborg Elfving den 18 december 1918 upprättat testamente enligt vilket deras förmögenhet skulle användas för att åt ensamstående bildade damer, som en väsentlig del av sitt liv bott i Stockholm, bereda goda och billiga bostäder om ett eller två rum. Systrarna Elfving var själva yrkesarbetande och ogifta.
1921 avled den sista av systrarna Elfving, Gunborg Elfving, i en ålder av 71 år. Stiftelsen bildades strax därefter. Systrarna hade tydligen  i sitt liv känt de svårigheter som ensamstående damer har när det gäller att komma tillrätta med bostadsproblemen, för i deras testamente föreskrivs, att sedan vissa legat tillgodosetts skulle resten av deras efterlämnade förmögenhet användas till att ”bereda ensamstående bildade damer, som en väsentlig del av sitt liv bott i Stockholm, goda och billiga bostäder om ett eller två rum”. Det beskrivs även i testamentet hur en sådan bostad skulle vara: ”den ska innehålla ett rymligt rum med god plats för sovutrymme, utrymme för gaskök samt skafferihyllor”. Dessutom skulle i huskomplexet finnas vice värdinna och anordning för mathållning och mathämtning. Hyresgästerna skulle så långt som möjligt vara fria från tryckande band.
Vid tidpunkten för byggmästare Olle Engkvists samarbete med stiftelsen bestod styrelsen av justitierådet Hans Forsberg och fröken Anna Levin utsedd av Nordiska museet. En plats i styrelsen var vakant. Revisor var auktoriserade revisorn Gustav Sandberg. Styrelsen och byggmästaren överenskom att det skulle byggas och Gustav Sandberg fick i uppdrag att anskaffa tomt, upprätta byggnadshandlingar och skaffa lån. På hans uppmaning ställde Stockholms Stads Fastighetsnämnd tomten nr 4 i kvarteret Tombolan i Alvik till förfogande. Den godkändes av styrelsen och frågan marscherade vidare. Tillsammans med byggmästaren och arkitekterna Sven Backström och Leif Reinius. Man enades om att lägga byggnaderna kring en väldig gård som slöts genom att byggnaderna förbands med varandra genom täckta arkader. Förutom att bilda en enhetlig gård hade dessa arkader eller förbindelsegångar till uppgift att bereda hyresgästerna möjlighet att utan besvär och utegång besöka varandra, restaurang, klubbrum med mera. Dessa långsträckta, rymliga ljusa och varma förbindelsegångar är också omtyckta promenad- och mötesplatser för hyresgästerna.

## Historik om byggnadskomplexets byggande
I en broschyr om Elfvinggården, som har undertecknats av byggmästare Olle Engkvist, står att läsa:
”Det stora byggnadskomplexet påbörjades den 1 augusti 1939 och stod helt färdigt den 1 oktober 1940. Huset innehåller 235 rum med sovalkover och 36 dubbletter, alla med kokvråar, badrum, rymliga garderober och skåp, förutom restaurang, klubbrum, bostad för portvakt och föreståndarinna samt 5 st. betjäningsrum, affärer med mera. Omedelbart efter byggnadsföretagets igångsättande utbröt den av kriget orsakade krisen. Under hela byggnadsföretaget har byggnadsledningen haft att kämpa med, av krisen, förorsakade svårigheter. I god tid beställt armeringsjärn försenades av mellankommande krigsleveranser och andra hinder, så att ej kom byggmästaren tillhanda förrän bygget var färdigt. Behövligt järn måste därför upphandlas där så var möjligt, i små och stora partier, till höga priser och mer varierande dimensioner, som tvingade konstruktören att gång på gång göra nya specifikationer. Prisförhöjningar, materialbrist, höjda arbetslöner, höjda transporttaxor blev dagligt bröd. Till råga på allt blev vintern 1939–1940 rekordkall. Bristen på bränsle blev så kännbar att katastrof undveks endast genom att träkol kunde framställas av avfallsvirket på platsen. Med detta träkol eldades torkgaltarna, varigenom byggets totala nedfrysning undveks.”
Vidare fortsätter texten:

”Svårigheterna bemästrades emellertid och bygget färdigställdes på kontrakterad tid. Även om byggnadskostnaderna, tack vare gemensamma ansträngningar ej ökat nämnvärt, har dock de stegrade räntorna orsakat att vid företagets igångsättande kalkylerade hyror ej kunnat hållas. De hyror, som nu måste utgå ligger cirka 25 % över de i medio av 1939 kalkylerade. Trots detta och tack vare att det Elfvingska kapitalet insatts i företaget utan anspråk på ränta, samt en billig administration är hyrorna ej högre än cirka 28 kronor per kvadratmeter. Detta innebär att ett rum med sovalkov, kokvrå, badrum med mera om tillsammans 34 m2 ej betingar högre hyra än 975 kronor per år och då ingår i denna hyra fritt bruk av allmänna utrymmen, såsom restaurant, klubbrum, mottagningsrum, viss betjäning med mera.”